# Distretto di Tarnów
Il distretto di Tarnów (in polacco powiat tarnowski) è un distretto polacco appartenente al voivodato della Piccola Polonia.

## Geografia antropica

### Suddivisioni amministrative
Il distretto comprende 15 comuni.
- Comuni urbano-rurali: Ciężkowice, Ryglice, Tuchów, Wojnicz, Zakliczyn, Żabno
- Comuni rurali: Gromnik, Lisia Góra, Pleśna, Radłów, Rzepiennik Strzyżewski, Skrzyszów, Szerzyny, Tarnów, Wierzchosławice, Wietrzychowice